# Chiesa di Santa Maria della Pietà in Camposanto dei Teutonici

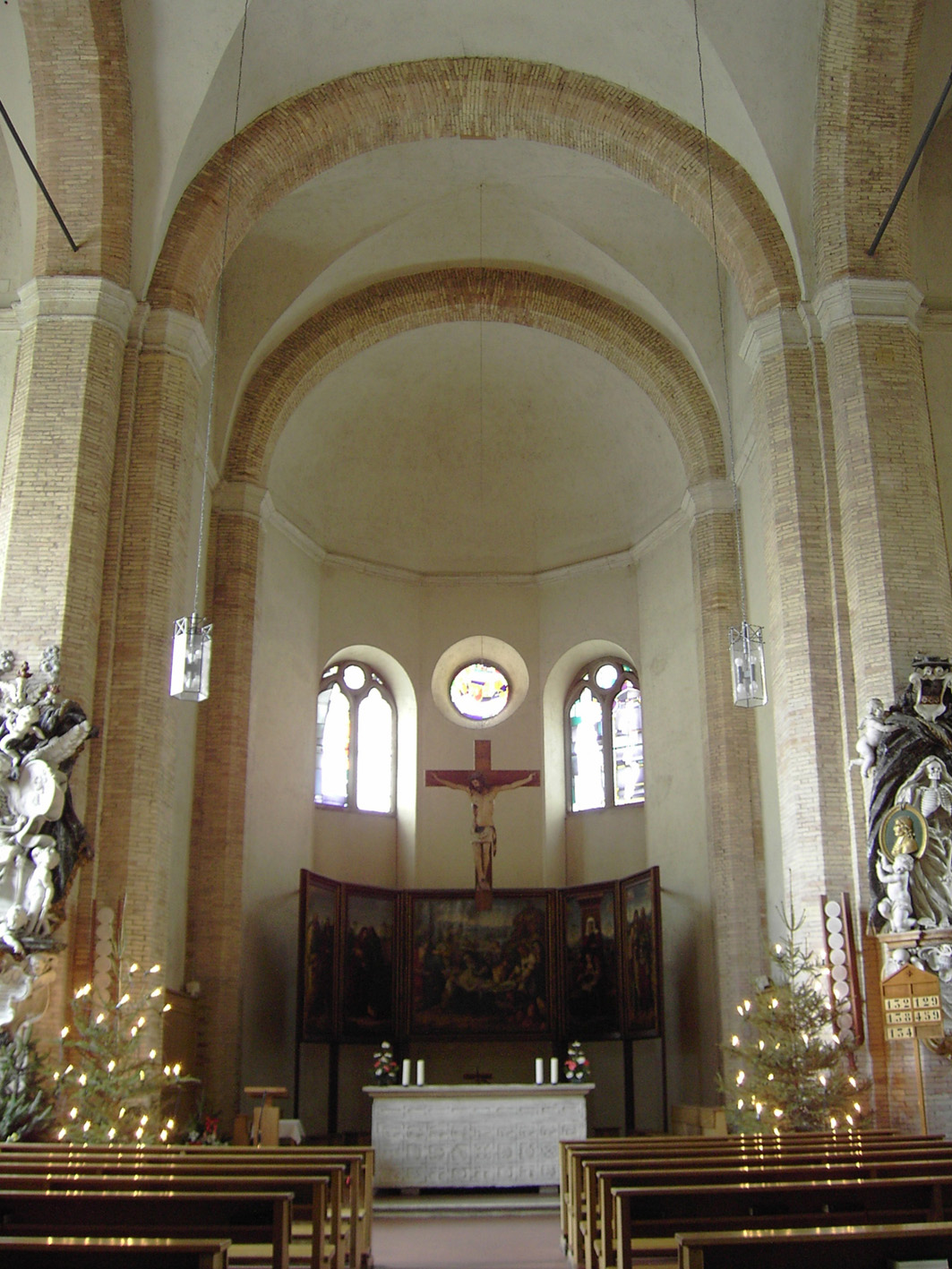
Interno

La chiesa di Santa Maria della Pietà in Camposanto dei Teutonici è un luogo di culto cattolico sito in piazza Protomartiri Romani, presso la Città del Vaticano; tuttavia essa sorge in un'area italiana però soggetta ad extraterritorialità a favore della Santa Sede. Annessa alla chiesa vi è il Cimitero Teutonico.

## Storia
La chiesa di Santa Maria della Pietà in Camposanto dei Teutonici fu fondata, con l'annesso Collegio e Camposanto, nell'VIII secolo nel luogo in cui si trovava un ospizio, dove a tutti i poveri che vi accorrevano si distribuivano cibo e vestiti.
In concomitanza dell'Anno Santo del 1450 arrivarono a Roma molti pellegrini, e questo fu l'occasione per ristrutturare chiesa e cimitero, e nel 1454 i membri di origine germanica della Curia romana si unirono in una confraternita dei poveri morti, che, sotto forma diversa, esiste ancora oggi. Sul finire del XV secolo sorse la chiesa attuale ad aula unica, stile molto diffuso in Germania. La Confraternita tedesca nel 1597 divenne Arciconfraternita di Nostra Signora nel Campo santo tedesco presso San Pietro assumendo la titolarità dell'edificio sacro.
Nel 1876 al complesso fu aggiunto un collegio per sacerdoti studiosi dell'archeologia cristiana e di storia della Chiesa e discipline annesse. Nel 1910, in seguito ad un violento temporale che ha causato ingenti danni alla chiesa, l'edificio è stato restaurato.

## Descrizione

### Architettura
La chiesa di Santa Maria della Pietà in Camposanto dei Teutonici è situata a sinistra della basilica vaticana, all'interno di un complesso, circondato da un alto muro, che comprende la chiesa, un cimitero, un collegio.
Priva di facciata, vi si accede tramite due portali contrapposti, situati nell'ultima campata delle due navate laterali. Quello che dà sul Camposanto Teutonico è preceduto da un portico a cinque arcate ed è in bronzo, del presidente tedesco Theodor Heuss del 1957.
L'interno della chiesa, a sala, è diviso in tre navate di due campate ciascuna da pilastri in mattoni. La navata centrale presenta una doppia abside, una a pianta triangolare e l'altra, la maggiore, costituita da una campata quadrangolare e dall'abside vera e propria, a pianta circolare.
Vi si trova il presbiterio, con l'altare maggiore che presenta tavole pittoriche di Macrino d'Alba: al centro la Pietà, ai lati figure di personaggi del Nuovo Testamento. Nella Cappella degli Svizzeri vi sono affreschi di Polidoro da Caravaggio, discepolo di Raffaello.

### Organo a canne
Nella prima campata della navata laterale destra, si trova l'organo a canne, costruito nel 1975 dalla ditta organaria tedesca Romanus Seifert & Sohn.
Lo strumento, a trasmissione integralmente meccanica, ha due tastiere di 58 note ciascuna ed una pedaliera di 30 note.